# 聖包蒂斯塔

聖包蒂斯塔（西班牙語：San Bautista），是烏拉圭的城鎮，位於該國南部，由卡內洛內斯省負責管轄，處於蒙得維的亞以北約60公里，始建於1879年，海拔高度70米，2011年人口1,973。
34°26′25″S 55°57′35″W / 34.44028°S 55.95972°W